# Истербрук (Вайоминг)
И́стербрук, Эстербрук (англ. Esterbrook) — статистически обособленная местность, расположенная в округе Конверс штата Вайоминг, США, с населением в 32 человека по статистическим данным переписи 2000 года.

## География
По данным Бюро переписи населения США статистически обособленная местность Истербрук имеет общую площадь в 8,81 квадратных километров, водных ресурсов в черте населённого пункта не имеется.
Истербрук расположен на высоте 1986 метров над уровнем моря.

## Демография
По данным переписи населения 2000 года в Истербруке проживало 32 человека, 12 семей, насчитывалось 16 домашних хозяйств и 102 жилых дома. Средняя плотность населения составляла около 3,6 человека на один квадратный километр. Расовый состав Истербрука по данным переписи был исключительно белым.
Из 16 домашних хозяйств в 6,3 % — воспитывали детей в возрасте до 18 лет, 75,0 % представляли собой совместно проживающие супружеские пары, 25,0 % не имели семей. 18,8 % от общего числа семей на момент переписи жили самостоятельно, при этом 6,3 % составили одинокие пожилые люди в возрасте 65 лет и старше. Средний размер домашнего хозяйства составил 2,00 человек, а средний размер семьи — 2,25 человек.
Население статистически обособленной местности по возрастному диапазону по данным переписи 2000 года распределилось следующим образом: 9,4 % — жители младше 18 лет, 6,3 % — между 18 и 24 годами, 3,1 % — от 25 до 44 лет, 50,0 % — от 45 до 64 лет и 31,3 % — в возрасте 65 лет и старше. Средний возраст жителей составил 57 лет. На каждые 100 женщин в Истербруке приходилось 88,2 мужчин, при этом на каждые сто женщин 18 лет и старше приходилось 107,1 мужчин также старше 18 лет.
Средний доход на одно домашнее хозяйство в статистически обособленной местности составил 33 750 долларов США, а средний доход на одну семью — 33 750 долларов. Доход на душу населения в статистически обособленной местности составил 15 918 долларов в год. Все семьи Истербрука имели доход, превышающий уровень бедности.